# Кобяково (Наро-Фоминский район)
Кобяково — деревня в Наро-Фоминском районе Московской области, входит в состав сельского поселения Веселёвское. Численность постоянного населения по Всероссийской переписи 2010 года — 2 человека, в деревне числится 1 садовое товарищество. До 2006 года Кобяково входило в состав Шустиковского сельского округа.
Деревня расположена в юго-западной части района, на реке Руть (приток Протвы), примерно в 17 км к юго-западу от города Верея, у границы с Можайским районом, высота центра над уровнем моря 185 м. Ближайшие населённые пункты — Субботино в 1,1 км на восток и Ильинское в 2,3 км на северо-запад.